# Jemison
Jemison – miasto w Stanach Zjednoczonych, w stanie Alabama, w hrabstwie Chilton. W roku 2023 miasto zamieszkiwało 2941 osób, a gęstość zaludnienia wynosiła 100,7 osoby/km².